# A Story About My Uncle
A Story About My Uncle est un jeu vidéo de plates-formes développé et édité par Gone North Games, sorti en 2012  sur Windows. Il est porté sur Mac et Linux en 2017.

## Accueil

### Critique
- Canard PC : 8/10[1]

### Récompenses
Lors de l'Independent Games Festival 2015, le jeu a reçu une mention honorable dans la catégorie Meilleur jeu étudiant.